# Nội các Dmitry Medvedev
Nội các của Thủ tướng Dmitry Medvedev được lập từ ngày 8-21/5/2012. Nội các được Tổng thống Putin duyệt đề cử các chức danh Bộ trưởng Liên bang và ký thành nghị định ngày 21/5/2012.. Chính phủ từ chức vào ngày 7/5/2018, sau khi Putin nhậm chức Tổng thống nhiệm kỳ thứ 4.

## Thành viên Nội các
| Bộ trưởng                                                                                   | Nhiệm kỳ                                                                                   |
| ------------------------------------------------------------------------------------------- | ------------------------------------------------------------------------------------------ |
| Thủ tướng Dmitry Medvedev                                                                   | 8/5/2012 – 7/5/2018                                                                        |
| Phó Thủ tướng thứ nhất Igor Shuvalov                                                        | 12/5/2008 – 7/5/2018                                                                       |
| Phó Thủ tướng– Trưởng Văn phòng Chính phủ Vladislav Surkov Sergei Eduardovich Prikhodko     | 21/5/2012 – 8/5/2013 22/5/2013 –7/5/2018                                                   |
| Phó Thủ tướng Dmitry Kozak                                                                  | 21/5/2012 – 7/5/2018                                                                       |
| Phó Thủ tướng phụ trách Công nghiệp và Năng lượng Arkady Dvorkovich                         | 21/5/2012 – 7/5/2018                                                                       |
| Phó Thủ tướng phụ trách phòng thủ và công nghiệp vũ trụ Dmitry Rogozin                      | 21/5/2012 – 7/5/2018                                                                       |
| Phó Thủ tướng phụ trách các vấn đề xã hội Olga Golodets                                     | 21/5/2012 – 7/5/2018                                                                       |
| Phó Thủ tướng - Phái viên Tổng thống tại Vùng Liên bang Bắc Caucasian Alexander Khloponin   | 21/5/2012 – 7/5/2018                                                                       |
| Phó Thủ tướng - Phái viên Tổng thống tại Vùng Liên bang Viễn Đông Yuri Trutnev              | 31/8/2013 – 7/5/2018                                                                       |
| Bộ Nội vụ Vladimir Kolokoltsev                                                              | 21/5/2012 – 7/5/2018                                                                       |
| Bộ Tình trạng khẩn cấp Vladimir Puchkov                                                     | 21/5/2012 – 7/5/2018                                                                       |
| Bộ Y tế Veronika Skvortsova                                                                 | 21/5/2012 – 7/5/2018                                                                       |
| Bộ Ngoại giao Sergey Lavrov                                                                 | 9/3/2004 – 7/5/2018                                                                        |
| Bộ Liên lạc và Thông tin đại chúng Nikolai Nikiforov                                        | 21/5/2012 – 7/5/2018                                                                       |
| Bộ Văn hóa Vladimir Medinsky                                                                | 21/5/2012 – 7/5/2018                                                                       |
| Bộ Quốc phòng Anatoly Serdyukov Sergey Shoygu                                               | 12/5/2008 – 6/11/2012 6/11/2012 – 7/5/2018                                                 |
| Bộ Giáo dục và Khoa học Dmitry Livanov Olga Vasilieva                                       | 21/5/2012 – 19/8/2016 19/8/2016 - 7/5/2018                                                 |
| Bộ Tài nguyên Sergey Donskoy                                                                | 21/5/2012 – 7/5/2018                                                                       |
| Bộ Phát triển khu vực Oleg Govorun Igor Slyunyayev                                          | 21/5/2012 – 17/10/2012 17/10/2012 – 8/9/2014                                               |
| Bộ Nông nghiệp và Thủy sản Nikolay Fyodorov Aleksandr Tkachyov                              | 21/5/2012 – 22/4/2015 22/4/2015 - 7/5/2018                                                 |
| Bộ Công thương Denis Manturov                                                               | 21/5/2012 – 7/5/2018                                                                       |
| Bộ Giao thông Maksim Sokolov                                                                | 21/5/2012 – 7/5/2018                                                                       |
| Bộ Tài chính Anton Siluanov                                                                 | 16/12/2011 – 7/5/2018                                                                      |
| Bộ Phát triển Kinh tế Andrey Belousov Alexey Ulyukaev Yevgeniy Yelin (quyền) Maxim Oreshkin | 21/5/2012 – 24/6/2013 24/6/2013 – 15/11/2016 15/11/2016 - 30/11/2016 30/11/2016 – 7/5/2018 |
| Bộ Lao đông và Xã hội Maxim Topilin                                                         | 21/5/2012 - 7/5/2018                                                                       |
| Bộ Năng lượng Alexander Novak                                                               | 21/5/2012 – 7/5/2018                                                                       |
| Bộ Tư pháp Alexander Konovalov                                                              | 12/5/2008 – 7/5/2018                                                                       |
| Bộ không Bộ Liên bang Nga Mikhail Abyzov                                                    | 21/5/2012 – 7/5/2018                                                                       |
| Bộ Phát triển vùng Viễn Đông Viktor Ishayev Alexander Galushka                              | 21/5/2012 – 31/8/2013 11/9/2013 – 7/5/2018                                                 |
| Bộ các vấn đề Crum Oleg Savelyev                                                            | 31/3/2014 – 15/7/2015 sáp nhập vào Bộ Phát triển kinh tế                                   |
| Bộ Thể thao Vitaly Mutko                                                                    | 21/5/2012 – 7/5/2018                                                                       |
| Bộ Công nghiệp Xây dựng, Nhà ở và Dịch vụ Mikhail Men                                       | 1/11/2013 - 7/5/2018                                                                       |